# Villa di Ferrante d’Aragona

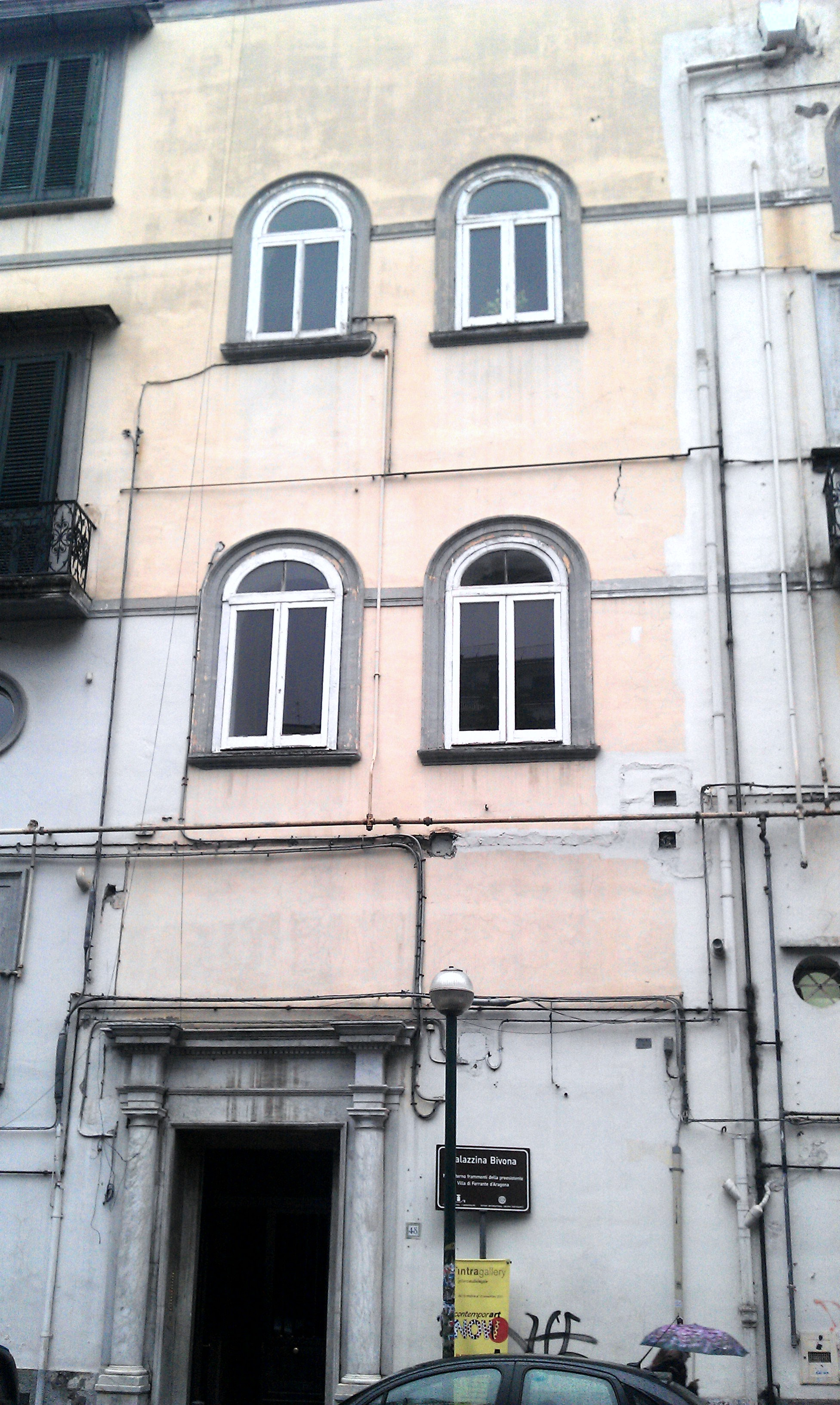
Palazzina Bivona in Neapel, in die Teile der ehemaligen Villa Ferrante d’Aragona integriert wurden

Die Villa di Ferrante d’Aragona, auch Villa La Ferrantina, war ein Landhaus aus dem 15. Jahrhundert im Viertel Chiaia von Neapel in der italienischen Region Kampanien. Es lag an der Straße Riviera di Chiaia.

## Geschichte und Beschreibung
Das Gebäude war ein grandioser, königlicher Komplex von Alfons II., dem Erben seines Vaters Ferrante d’Aragona. Sie lag in der Macchie an der Küste von Chiaia, einem Gebiet, das damals noch nicht zur Stadt Neapel gehörte. Der Geschichtsschreibung nach erreichten die Gebäude der Villa das Gelände der heutigen Kirche Santa Maria in Portico.
Heute sind die alten Gebäude fast vollständig verschwunden. Nur noch einige Gebäudeteile sind erhalten, die sich im Inneren der heutigen Palazzina Bivona in der Via Vittorio Imbriani befinden.